# Paul Johann Gellings
Paul Johann Gellings (Rotterdam, 25 juli 1927 – Leiden, 16 september 2018) was een Nederlands chemisch technoloog en hoogleraar anorganische scheikunde en materiaalkunde aan de Universiteit Twente, bekend van zijn werk over elektrochemie en over corrosie.

## Levensloop

### Jeugd en opleiding
Gellings is geboren en getogen in Rotterdam, waar hij in 1944 de hogereburgerschool met een hbs-b diploma afsloot. In 1945 begon hij aan de studie scheikunde aan de Rijksuniversiteit te Leiden.
In december 1947 behaalde Gellings zijn kandidaatsexamen, en in 1951 studeerde hij af in de fysische scheikunde bij Frits Böttcher met de theoretische natuurkunde als bijvak bij Hendrik Kramers.
Na zijn afstuderen vervolgde Gellings zijn studie aan de Universiteit van Amsterdam, waar hij in 1963 promoveerde onder Gerrit Jan Hoijtink met het proefschrift, getiteld "Theoretical considerations on the kinetics of electrode reactions."

### Academische carrière
Nog tijdens zijn studie ontving Gellings een van de BPM studieprijzen. In 1947 was hij aan de Rijksuniversiteit te Leiden zelf begonnen te werken als assistent bij de afdeling fysische scheikunde. Hier begeleidde hij het kandidaatspraktikum en deed zelf onderzoek naar "hydratatiegetallen van ionen, adsorptie van elektrolieten en geleidingsvermogens van geconcentreerde elektrolietoplossingen."
Na zijn afstuderen in Leiden werkte hij nog ruim een jaar door als assistent, tot hij in oktober 1952 in dienst trad van bij Werkspoor. Hier begon hij met elektrochemisch corrosieonderzoek bij het Laboratorium voor Materiaalonderzoek bij Werkspoor. Gellings (1963) vertelde: 
"Later werd deze taak uitgebreid tot het verrichten van onderzoek en geven van adviezen op verschillende andere gebieden der scheikunde die bij de produktie in een machinefabriek aan de orde komen zoals thermodynamica van slak-metaalevenwichten in de koepeloven. thermodynamica van ontleding van oxiden bij hoge temperaturen, röntgendiffractie-onderzoek van corrosie en oxidatieprodukten, röntgenfluorescentie analyse van metalen etc. Een deel van het elektro-chemische corrosie-onderzoek resulteerde in een proefschrift..."
Na zijn promotie werd Gellings hoogleraar anorganische scheikunde en materiaalkunde aan de Technische Hogeschool Twente van 1964 tot 1992. Hij bleef daarna met een nul-aanstelling in dienst, en werd in 2014 gehuldigd voor zijn vijftig jaar trouwe dienst bij de Universiteit Twente. In 1991 ontving Gellings reeds de Cavallaro Medal van de European Federation of Corrosion EFC voor zijn onderzoek naar corrosie.

## Familie
Paul Johann Gellings is de vader van de gelijknamige dichter Paul Johann Gellings, geboren in 1953. Hij is de zoon van de Duits-Nederlandse edelsmid, keramist en ontwerper Karl Gellings (1892-1959) en een broer van modeontwerper Cargelli.

## Publicaties
- Gellings, P.J. Theoretical considerations on the kinetics of electrode reactions. Proefschrift Universiteit van Amsterdam, 1963.
- Gellings, P.J. Introduction to corrosion prevention and control for engineers, Delft University Press, 1976.
- Gellings, P.J. Inleiding tot corrosie en corrosiebestrijding. Enschede : Twente University Press, 1997
- Gellings, Paul J., and Henny J. M. Bouwmeester. Handbook of solid state electrochemistry. CRC press, 1997.
- Gellings, P.J. en T. Fransen, Corrosiebewust ontwerpen: Corrosiebestrijding begint op de tekenplaat. Den Haag : ten Hagen & Stam, 2000.

### Artikelen (selectie)
- Gellings, Paul Johann, and Henny JM Bouwmeester. "Ion and mixed conducting oxides as catalysts." Catalysis Today 12.1 (1992): 1-101.